# Challenge Cup 1979

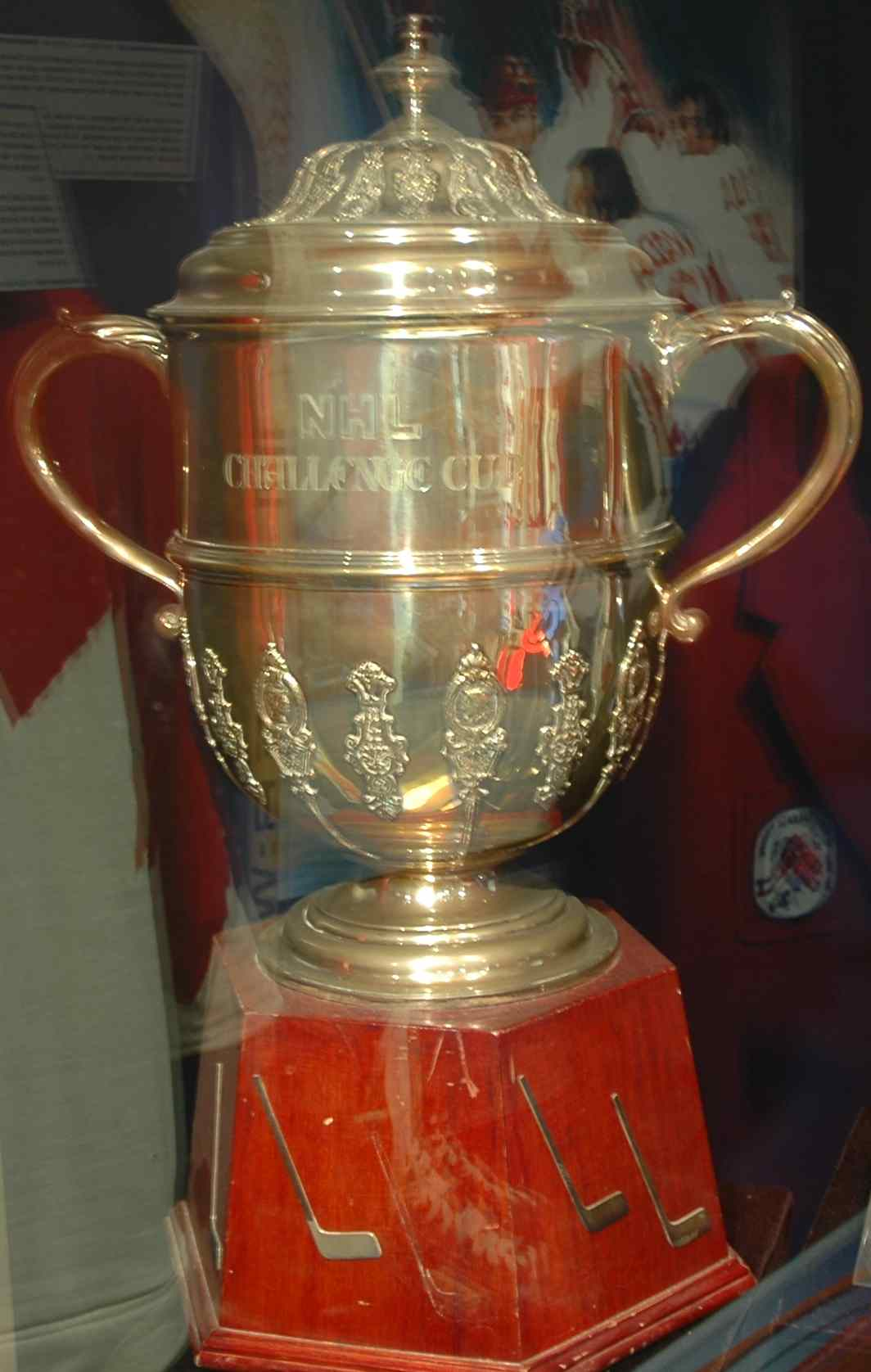
Der Pokal des Siegers steht heute in der Hockey Hall of Fame in Toronto

Der Challenge Cup war eine Eishockey-Serie über drei Spiele im Jahr 1979 zwischen einer All-Star-Auswahl von Spielern der nordamerikanischen Profiliga National Hockey League und der Nationalmannschaft der UdSSR. Die Spiele wurden im Madison Square Garden im US-amerikanischen New York City ausgetragen und ersetzten das NHL All-Star Game der Saison 1978/79.
Im Gegensatz zum Vorgänger, den Summit Series, nahmen in den internationalen Vergleichen auch nicht-kanadische Spieler teil. Die Spiele wurden am 8., 10. und 11. Februar 1979 ausgetragen. Nachdem die NHL All-Stars das erste Spiel gewonnen hatten, schlug die UdSSR in den folgenden zwei Spielen zurück. Nach einem knappen Sieg im zweiten Spiel mit einem Tor Unterschied, siegten sie im dritten und letzten Spiel deutlich mit 6:0. Der erfolgreichste Torschütze der Serie war der Russe Boris Michailow mit insgesamt drei Treffern. Auf Seiten der NHL erzielte Mike Bossy zwei Tore und war mit vier Punkten erfolgreichster Scorer der Serie. Dem Torwart Wladimir Myschkin gelang in der dritten Partie der Serie ein Shutout.

## Mannschaftsaufstellungen
| #           | Land     | Pos.           | Spieler           | Team                |
| Torhüter    |          |                |                   |                     |
| 30          | Kanada   | Gerry Cheevers | Gerry Cheevers    | Boston Bruins       |
| 29          | Kanada   | Ken Dryden     | Ken Dryden        | Montréal Canadiens  |
| –           | Kanada   | Tony Esposito* | Tony Esposito*    | Chicago Black Hawks |
| Verteidiger |          |                |                   |                     |
| 4           | Kanada   | Barry Beck     | Barry Beck        | Colorado Rockies    |
| 3           | Kanada   | Guy Lapointe   | Guy Lapointe      | Montréal Canadiens  |
| –           | Kanada   | Robert Picard* | Robert Picard*    | Washington Capitals |
| 5           | Kanada   | Denis Potvin   | Denis Potvin      | New York Islanders  |
| 19          | Kanada   | Larry Robinson | Larry Robinson    | Montréal Canadiens  |
| 26          | Schweden | Börje Salming  | Börje Salming     | Toronto Maple Leafs |
| 18          | Kanada   | Serge Savard   | Serge Savard      | Montreal Canadiens  |
| Angreifer   |          |                |                   |                     |
| 7           | Kanada   | LW             | Bill Barber       | Philadelphia Flyers |
| 25          | Kanada   | RW             | Mike Bossy        | New York Islanders  |
| 16          | Kanada   | C              | Bobby Clarke      | Philadelphia Flyers |
| 17          | Kanada   | C              | Marcel Dionne     | Los Angeles Kings   |
| 23          | Kanada   | LW             | Bob Gainey        | Montréal Canadiens  |
| 9           | Kanada   | LW             | Clark Gillies     | New York Islanders  |
| –           | Kanada   | D              | Ron Greschner*    | New York Rangers    |
| 15          | Schweden | RW             | Anders Hedberg    | New York Rangers    |
| 10          | Kanada   | RW             | Guy Lafleur       | Montréal Canadiens  |
| 21          | Kanada   | LW             | Don Marcotte      | Boston Bruins       |
| 8           | Kanada   | RW             | Lanny McDonald    | Toronto Maple Leafs |
| 12          | Schweden | C              | Ulf Nilsson       | New York Rangers    |
| 11          | Kanada   | C              | Gilbert Perreault | Buffalo Sabres      |
| 22          | Kanada   | LW             | Steve Shutt       | Montréal Canadiens  |
| 27          | Kanada   | C              | Darryl Sittler    | Toronto Maple Leafs |
| 20          | Kanada   | C              | Bryan Trottier    | New York Islanders  |

| #           | Spieler                | Pos.                   | Team                  |
| Torhüter    |                        |                        |                       |
| 1           | Wladimir Myschkin      | Wladimir Myschkin      | Krylja Sowetow Moskau |
| 20          | Wladislaw Tretjak      | Wladislaw Tretjak      | ZSKA Moskau           |
| Verteidiger |                        |                        |                       |
| 4           | Sergei Babinow         | Sergei Babinow         | ZSKA Moskau           |
| 14          | Sinetula Biljaletdinow | Sinetula Biljaletdinow | Dynamo Moskau         |
| 2           | Juri Fjodorow          | Juri Fjodorow          | Torpedo Gorki         |
| 18          | Irek Gimajew           | Irek Gimajew           | ZSKA Moskau           |
| 5           | Wassili Perwuchin      | Wassili Perwuchin      | Dynamo Moskau         |
| 12          | Sergei Starikow        | Sergei Starikow        | ZSKA Moskau           |
| 6           | Waleri Wassiljew       | Waleri Wassiljew       | Dynamo Moskau         |
| 1           | Gennadi Zygankow       | Gennadi Zygankow       | ZSKA Moskau           |
| Angreifer   |                        |                        |                       |
| 19          | Helmuts Balderis       | RW                     | ZSKA Moskau           |
| 17          | Waleri Charlamow       | F                      | ZSKA Moskau           |
| 23          | Alexander Golikow      | F                      | Dynamo Moskau         |
| 25          | Wladimir Golikow       | F                      | Dynamo Moskau         |
| 8           | Sergei Kapustin        | F                      | ZSKA Moskau           |
| 9           | Wladimir Kowin         | C                      | Torpedo Gorki         |
| 24          | Sergei Makarow         | F                      | ZSKA Moskau           |
| 13          | Boris Michailow        | F                      | ZSKA Moskau           |
| 16          | Wladimir Petrow        | F                      | ZSKA Moskau           |
| 22          | Wiktor Schluktow       | F                      | ZSKA Moskau           |
| 11          | Alexander Skworzow     | F                      | Torpedo Gorki         |
| 21          | Wiktor Tjumenew        | F                      | Krylja Sowetow Moskau |
| 10          | Michail Warnakow       | F                      | Torpedo Gorki         |

## Partien
| 8. Februar 1979 | NHL All-Stars G. Lafleur (0:16) M. Bossy (6:22) B. Gainey (15:48) C. Gillies (28:14) | 4:2 (3:1, 1:0, 0:1) Stand: 1:0 | UdSSR B. Michailow (11:25) W. Golikow (43:02) | Madison Square Garden, New York City Zuschauer: 17.438 |

| 10. Februar 1979 | NHL All-Stars M. Bossy (13:35) B. Trottier (18:21) G. Perreault (20:27) L. Robinson (25:06) | 4:5 (2:1, 2:3, 0:1) Stand: 1:1 | UdSSR S. Kapustin (8:10) M. Warnakow (22:05) B. Michailow (37:02) S. Kapustin (37:47) W. Golikow (41:31) | Madison Square Garden, New York City Zuschauer: 17.438 |

| 11. Februar 1979 | NHL All-Stars | 0:6 (0:0, 0:2, 0:4) Stand: 1:2 | UdSSR B. Michailow (25:47) W. Schluktow (27:44) H. Balderis (48:44) W. Kowin (50:21) S. Makarow (52:44) A. Golikow (54:46) | Madison Square Garden, New York City Zuschauer: 17.545 |